# Lynn Vidali
Lynn Vidali (Estados Unidos, 26 de mayo de 1952) es una nadadora estadounidense retirada especializada en pruebas de cuatro estilos, donde consiguió ser subcampeona olímpica en 1968 en los 400 metros.

## Carrera deportiva
En los Juegos Olímpicos de México 1968 ganó la medalla de plata en los 400 metros estilos; y cuatro años después, en las Olimpiadas de Múnich 1972 ganó el bronce en los 200 metros estilos, con un tiempo de 2:24.06 segundos, tras la australiana Shane Gould que batió el récord del mundo con 2:23.07 segundos, y la alemana Kornelia Ender (plata).